# Malleus Maleficarum (álbum)
Malleus Maleficarum es el álbum debut de la banda holandesa de death metal, Pestilence. El álbum ha sido reeditado por varios sellos discográficos como Displeased Records (2006) incluyendo las demos y Metal Mind Productions (2008, edición digipack limitada a 2000 copias).

## Lista de canciones
1. "Malleus Maleficarum/Antropomorphia" – 4:12
2. "Parricide" – 3:47
3. "Subordinate to the Domination" – 4:17
4. "Extreme Unction" – 1:29
5. "Commandments" – 5:17
6. "Chemo Therapy" – 4:48
7. "Bacterial Surgery"  – 5:04
8. "Cycle of Existence" – 3:17
9. "Osculum Infame"  – 1:52
10. "Systematic Instruction"  – 4:08

## Pistas adicionales
El álbum fue reeditado en 1998 por Displeased Records incluyendo los 2 demos de Pestilence.

### Demo 1 Dysentery 87
1. Against the Innocent
2. Delirical Life
3. Traitor's Gate
4. Throne of Death

### Demo 2 Penance 88
1. Into Hades (Intro)
2. Before the Penance
3. Affectation
4. Fight the Plague

## Créditos
- Patrick Mameli - guitarra, bajo
- Randy Meinhard - guitarra
- Martin van Drunen - voces
- Marco Foddis - batería
- Calle Trapp - teclados en "Osculum Infame"